# Saint-Aquilin
Saint-Aquilin är en kommun i departementet Dordogne i regionen Nouvelle-Aquitaine i sydvästra Frankrike. Kommunen ligger i kantonen Neuvic som tillhör arrondissementet Périgueux. År 2022 hade Saint-Aquilin 463 invånare.

## Befolkningsutveckling
Antalet invånare i kommunen Saint-Aquilin
Referens:INSEE